# Sigebert II d'Essex
Sigebert II, (o Sigeberht) dit el Bo o el Sant, va ser rei d'Essex després el seu parent Sigebert el Petit. La data aproximada del seu regnat va del 623 al 653. Va fer tornar el cristianisme al seu país i va morir assassinat tenint el bisbe en contra per aver desobeït una ordre seva.

## Ascendència familiar
Bede diu que era parent de Sigeberht el Petit; en la resta de fonts documentals i llistes genealògiques no s'aclareix quina mena de parentiu tenien i de vegades la informació en aquests textos antics és sovint poc clara o contradictòria. La historiadora Barbara Yorke, comparant els diversos materials, creu que aquest podria ser el fill de Sæward i el pare de Sigehere.

## Regnat
Sigeberht va fer amistat amb Oswiu de Northúmbria al qual anava a visitar sovint. Quan Beda en el seu relat diu que Sigeberht visitava regularment la cort d'Oswiu i que aquest va influir en el rei d'Essex, fa pensar que més que una relació d'amistat era la d'un rei que demana consell a un altre de més poderós i que cerca buscar el seu favor. Potser aquesta aliança es va establir a petició d'Oswiu, que necessitava suport per aturar les ànsies d'expansió de Penda de Mèrcia, igual com va acceptar una aliança amb Peada, el fill de Penda, després de derrotar el pare.
El relat de Beda posa molt d'èmfasi en la cristianització de Sigeberht i del seu país. Era un pagà quan va assumir el poder i seguint el consell d'Oswiu va renunciar a les seves creences per acceptar el cristianisme. Com Peada, ell i els seus seguidors van ser batejats pel bisbe Finan en una residència del rei de Northúmbria anomenada Ad Murum (potser l'actual Walbottle), que estava a 12 milles de la costa est. Aquesta cerimònia potser es va efectuar l'any 653 o el 654, abans de l'atac a Penda.
Anys enrere Melitó havia iniciat l'evangelització d'Essex, però els reis predecessors de Sigeberht el van fer fora. Sigeberht va demanar a Oswiu que li enviés missioners que continuessin la feina començada per Melitó i aquest va enviar un grup de sacerdots encapçalats per Cedd, que ja havia estat evangelitzant Mèrcia. La seva tasca va ser reeixida i en tornar al monestir de Lindisfarne, Finan el va nomenar bisbe d'Essex. Cedd va fundar comunitats de religiosos a Tilaburg (probablement East Tilbury) i a Ithancester (gairebé amb tota certesa Bradwell-on-Sea). Aquestes activitats van implicar assumir l'autoritat de Lindisfarne en els territoris del sud, fet que alguns autors han etiquetat de «fragant i oportunista colonització de Bernícia sobre aquesta regió.»

## Assassinat
Sigeberht va ser assassinat per la seva actitud pietosa: dos germans estaven enfadats amb el rei perquè segons diu Beda, «era massa propens a perdonar els seus enemics». El bisbe Cedd havia excomunicat un d'aquests germans per haver-se ajuntat amb una dona sense estar casats i va manar que ningú mengés amb ell ni l'anés a visitar a casa seva. Malgrat les paraules del bisbe, Sigeberht va acceptar una invitació i va anar a casa d'aquests germans. Quan de camí es va trobar amb Cedd pel camí, es va agenollar i li va demanar perdó, però Cedd li va profetitzar que trobaria la mort en aquella casa per haver-lo desobeït. Segons Beda amb la seva mort no tan sols va pagar el seu pecat sinó que es va redimir, ja que a partir d'aquell moment tothom es va prendre molt seriosament complir els manaments de l'església.
Al darrere del comentari alliçonador de Beda, està el veritable escenari polític: Oswiu havia perdut la seva influència a Mèrcia quan el 658 una revolta va proclamar Wulfhere i sembla que això va afectar també a Essex on van deixar de veure'l com a bretwalda. Per això el successor de Sigeberht, Swithhelm, quan buscava algú que li fes de padrí en el seu bateig, no el va buscar a Northúmbria sinó que li va demanar al rei de l'Ànglia de l'Est. Aquest canvi de lleialtat o d'afiliació política pot ajudar a trobar una explicació sobre el context en què Sigeberht va ser assassinat. Barbara Yorke fins i tot contempla la possibilitat que Swithhelm estigués d'alguna manera implicat i que ell i el seu germà Swithfrith podrien ser els dos germans protagonistes del relat de Beda.
Es desconeix la data de la mort de Sigeberht, però devia ser abans de l'any 664, ja que és quan va morir Swithhelm.